# The Punisher (film fra 1989)
 For alternative betydninger, se The Punisher. (Se også artikler, som begynder med The Punisher)
The Punisher er en amerikansk actionfilm fra 1989 og den blev instrueret af Mark Goldblatt.

## Medvirkende
- Dolph Lundgren som Frank Castle / Punisher
- Louis Gossett Jr. som Jake Berkowitz
- Jeroen Krabbé som Gianni Franco
- Kim Miyori som Lady Tanaka
- Bryan Marshall som Dino Moretti
- Nancy Everhard som Sam Leary
- Barry Otto som Shake
- Brian Rooney som Tommy Franco
- Zoshka Mizak som Tanakas datter
- Larry McCormick som Nyhedsoplæser